# Bulbophyllum pilosum
Bulbophyllum pilosum är en orkidéart som beskrevs av Jaap J. Vermeulen. Bulbophyllum pilosum ingår i släktet Bulbophyllum och familjen orkidéer. Inga underarter finns listade i Catalogue of Life.